# 10980 Браймер
10980 Браймер (10980 Breimer) — астероїд головного поясу.
Тіссеранів параметр щодо Юпітера — 3,612.